# Jagerberg
Jagerberg est une commune autrichienne du district de Südoststeiermark en Styrie.